# Надеждино (Єльниківський район)
Наде́ждино (рос. Надеждино, ерз. Надеждино) — село у складі Єльниківського району Мордовії, Росія. Адміністративний центр Надеждинського сільського поселення.
Населення — 249 осіб (2010; 322 у 2002).
Національний склад (станом на 2002 рік):
- росіяни — 93 %